# Borki (Świętajno)
Borki (deutsch Borken) ist ein Dorf in der polnischen Woiwodschaft Ermland-Masuren, das zur Landgemeinde Świętajno (Schwentainen) im Powiat Olecki (Kreis Oletzko, 1933–1945 Kreis Treuburg) gehört.

## Geographische Lage
Borki liegt am Westufer des Haaszner Sees (1936–1938 Haaschner See, 1938–1945 Haschner See, polnisch Jezioro Łaźno) im Nordosten der Woiwodschaft Ermland-Masuren, 21 Kilometer nordwestlich der Kreisstadt Olecko (Marggrabowa, umgangssprachlich auch Oletzko, 1928–1945 Treuburg).

## Geschichte
Das nach 1785 Borcken und bis 1945 Borken genannte Dorf wurde nach 1700 gegründet. Im Jahr 1874 wurde es in den neu errichteten Amtsbezirk Haasznen (1936–1938 Haaschnen, 1938–1945 Haschnen, polnisch Łaźne, heute nicht mehr existent) – der Ort wurde vor 1903 nach Borken eingemeindet – eingegliedert, der vor 1908 vom Amtsbezirk Rogonnen (polnisch Rogojny) abgelöst wurde und zum Kreis Oletzko (1933–1945 Kreis Treuburg) im Regierungsbezirk Gumbinnen der preußischen Provinz Ostpreußen gehörte.
314 Einwohner waren im Jahre 1910 in Borken registriert. Ihre Zahl belief sich 1933 auf 319 und 1939 auf 298.
Aufgrund der Bestimmungen des Versailler Vertrags stimmte die Bevölkerung im Abstimmungsgebiet Allenstein, zu dem Borken gehörte, am 11. Juli 1920 über die weitere staatliche Zugehörigkeit zu Ostpreußen (und damit zu Deutschland) oder den Anschluss an Polen ab. In Borken stimmten 233 Einwohner für den Verbleib bei Ostpreußen, auf Polen entfiel keine Stimme.
Im Jahre 1945 kam Borken in Kriegsfolge mit dem gesamten südlichen Ostpreußen zu Polen und erhielt die polnische Namensform Borki. Es besteht heute ein Namenszusammenhang mit dem drei Kilometer weiter nordwestlich und bereits in der Gmina Kowale Oleckie (Kowahlen, 1938–1945 Reimannswalde) gelegenen kleineren Dorf Borki.

## Religionen
Borken war bis 1945 in die evangelische Kirche Czychen in der Kirchenprovinz Ostpreußen der Evangelischen Kirche der Altpreußischen Union und in die katholische Pfarrkirche Marggrabowa (1933–1945 Treuburg, polnisch Olecko) im Bistum Ermland eingepfarrt.
Heute gehört Borki zur evangelischen Kirchengemeinde Gołdap (Goldap), einer Filialgemeinde der Pfarrei Suwałki in der Diözese Masuren der Evangelisch-Augsburgischen Kirche in Polen, bzw. zur katholischen Pfarrkirche Cichy im Bistum Ełk (Lyck) der Römisch-katholischen Kirche in Polen.

## Verkehr
Borki liegt an einer Nebenstraße, die von Dybowo (Diebowen, 1938–1945 Diebauen) nach Leśny Zakątek (Waldkater) und in den Borkener Forst (auch Borker Heide, polnisch Puszcza Borecka) führt. Eine Bahnanbindung besteht nicht.